# Mechthild Dehn
Mechthild Dehn (* 16. Februar 1941 in Stettin) ist eine deutsche Erziehungswissenschaftlerin und Deutschdidaktikerin für die Grundschule.

## Leben
Von 1969 bis 1974 studierte sie an der Universität Kiel Erziehungswissenschaft, Psychologie und Germanistik. Nach der Promotion 1975 in Erziehungswissenschaft war sie von 1979 bis 2003 Professorin für Erziehungswissenschaft unter besonderer Berücksichtigung der Didaktik der deutschen Sprache und Literatur an der Universität Hamburg.

## Forschungsschwerpunkte
Dehns Forschungsschwerpunkte sind auf die Grundschule ausgerichtet. Das Forschungsinteresse gilt der Entwicklung von Zugängen zur Schrift für alle Kinder. Im Schwerpunkt geht es dabei um die Kinder, denen Schrift bis zum Schuleintritt fremd geblieben ist. Kategorial fasst sie ihren institutionellen, kinderbezogenen und literalen Ansatz mit dem Begriff „Elementare Schriftkultur“. Theoretisch sucht sie damit ästhetische Aspekte sprachlichen und medialen Lernens, die Entwicklung literaler Textkompetenz, das mündliche und schriftliche Erzählen und vor allem Konzepte von Lese-Rechtschreibschwierigkeiten (LRS), des Rechtschreiblernens, des Schriftspracherwerbs und des Anfangsunterrichts zu integrieren.

## Preise und Auszeichnungen
2006 Erhard-Friedrich-Preis für Deutschdidaktik

## Schriften (Auswahl)
- Texte in Fibeln und ihre Funktion für das Lernen. Eine Sprachanalyse als Beitrag zur Didaktik des Lesenlernens. Kronberg im Taunus 1975, ISBN 3-589-20104-5.
- Zeit für die Schrift. Lesenlernen und Schreibenkönnen. Bochum 1994, ISBN 3-592-86063-1.
- Leben. Krebs: Entscheidung – Anruf – Suche. Stuttgart 1995, ISBN 3-87173-076-9.
- mit Petra Hüttis-Graff und Norbert Kruse (Hrsg.): Elementare Schriftkultur. Schwierige Lernentwicklung und Unterrichtskonzept. Weinheim und Basel 1996, ISBN 3-407-62321-6.
- Texte und Kontexte. Schreiben als kulturelle Tätigkeit in der Grundschule. Berlin 1999, ISBN 3-592-86067-4.
- mit Petra Hüttis-Graff (Hrsg.): Kompetenz und Leistung im Deutschunterricht. Spielraum für Muster des Lernens und Lehrens. Freiburg i.Br. 2005, ISBN 3-931240-31-2.
- mit Gerhard Augst: Rechtschreibung und Rechtschreibunnterricht. Eine Einführung für Studierende und Lehrende aller Schulformen. Stuttgart/Leipzig 2007, ISBN 978-3-12-320631-3.